# Michael Wolter
Michael Wolter (ur. 12 lipca 1950 w Hanowerze) – niemiecki teolog i biblista ewangelicki, wykładowca i profesor wielu uczelni w Niemczech, m.in. profesor Uniwersytetu w Bonn, specjalista w zakresie Nowego Testamentu.

## Życiorys
W latach 1969–1973 studiował teologię ewangelicką w Berlinie, Heidelbergu i Getyndze. W 1973 zdał pierwszy egzamin kościelny w Ewangelicko-Luterańskiem Kościele Krajowym Hanoweru. W 1977 uzyskał stopień doktora teologii na Uniwersytecie Heidelberskim. W latach 1977–1983 był redaktorem w wydawnictwie Walter de Gruyter w Berlinie. Od 1983 do 1988 był asystentem na Wydziale Teologii Ewangelickiej Uniwersytetu w Moguncji, gdzie w 1986 uzyskał habilitację w zakresie Nowego Testamentu. W latach 1988–1993 był profesorem teologii ewangelickiej na Wydziale Nauk o Kulturze Uniwersytetu Bayreuth. Od 1993 do 2016 był profesorem Nowego Testamentu na Wydziale Teologii Ewangelickiej Uniwersytetu w Bonn.
Laureat wielu nagród i wyróżnień. W 2016 uzyskał Medal za Zasługi dla Chrześcijańskiej Akademii Teologicznej w Warszawie.